# Tully (Nowy Jork)
Tully – miasto w Stanach Zjednoczonych, w stanie Nowy Jork, w hrabstwie Onondaga.